# Kaple

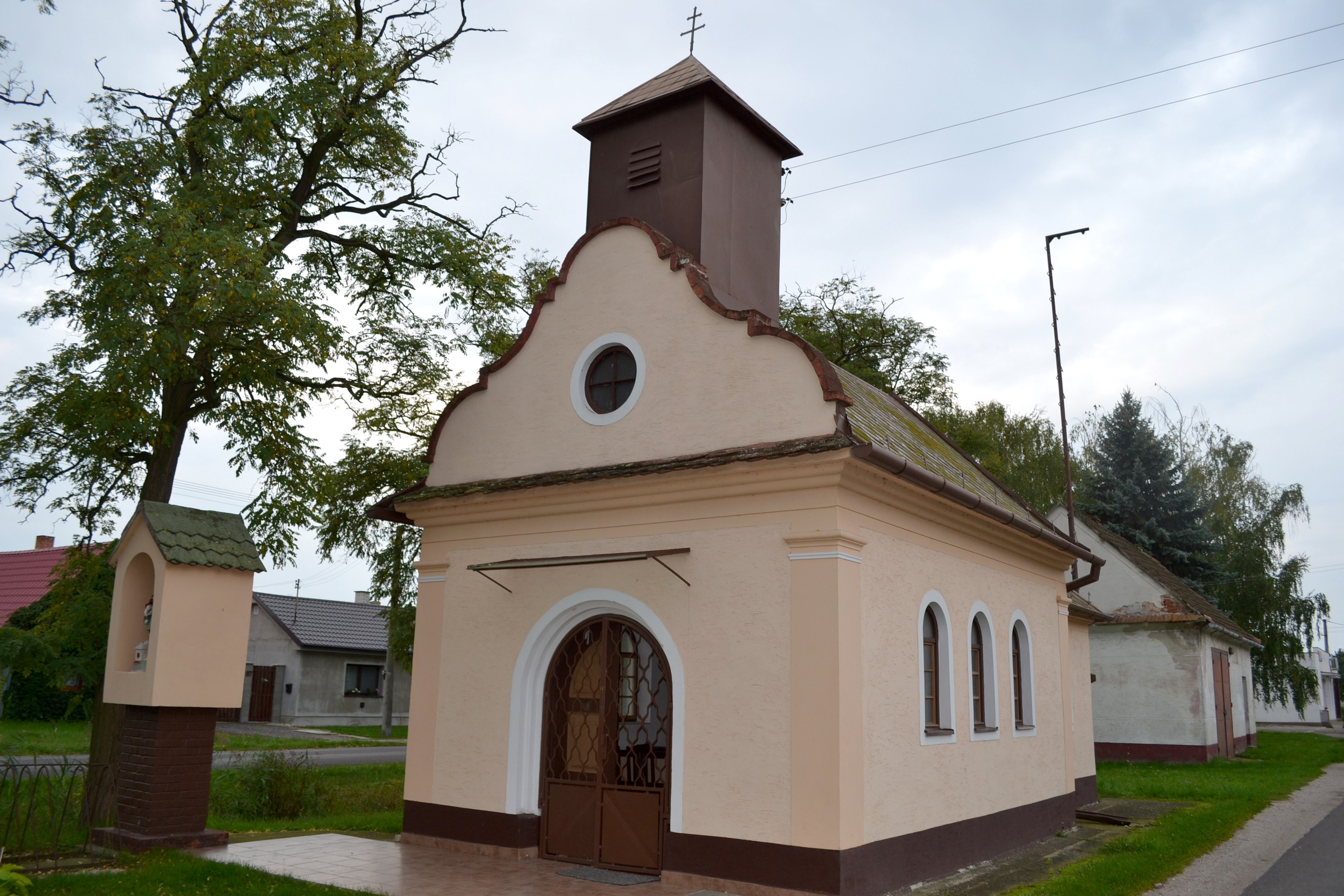
Kaple v obci Kuklov, Slovensko

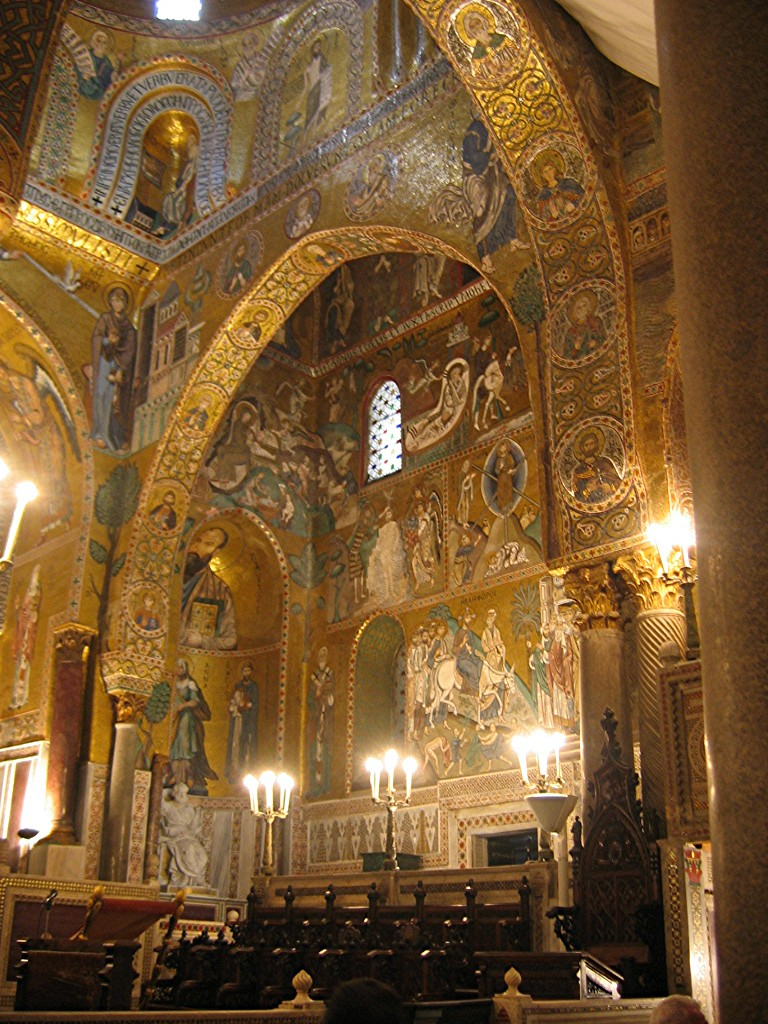
Palácová kaple v Palermu (Sicílie)

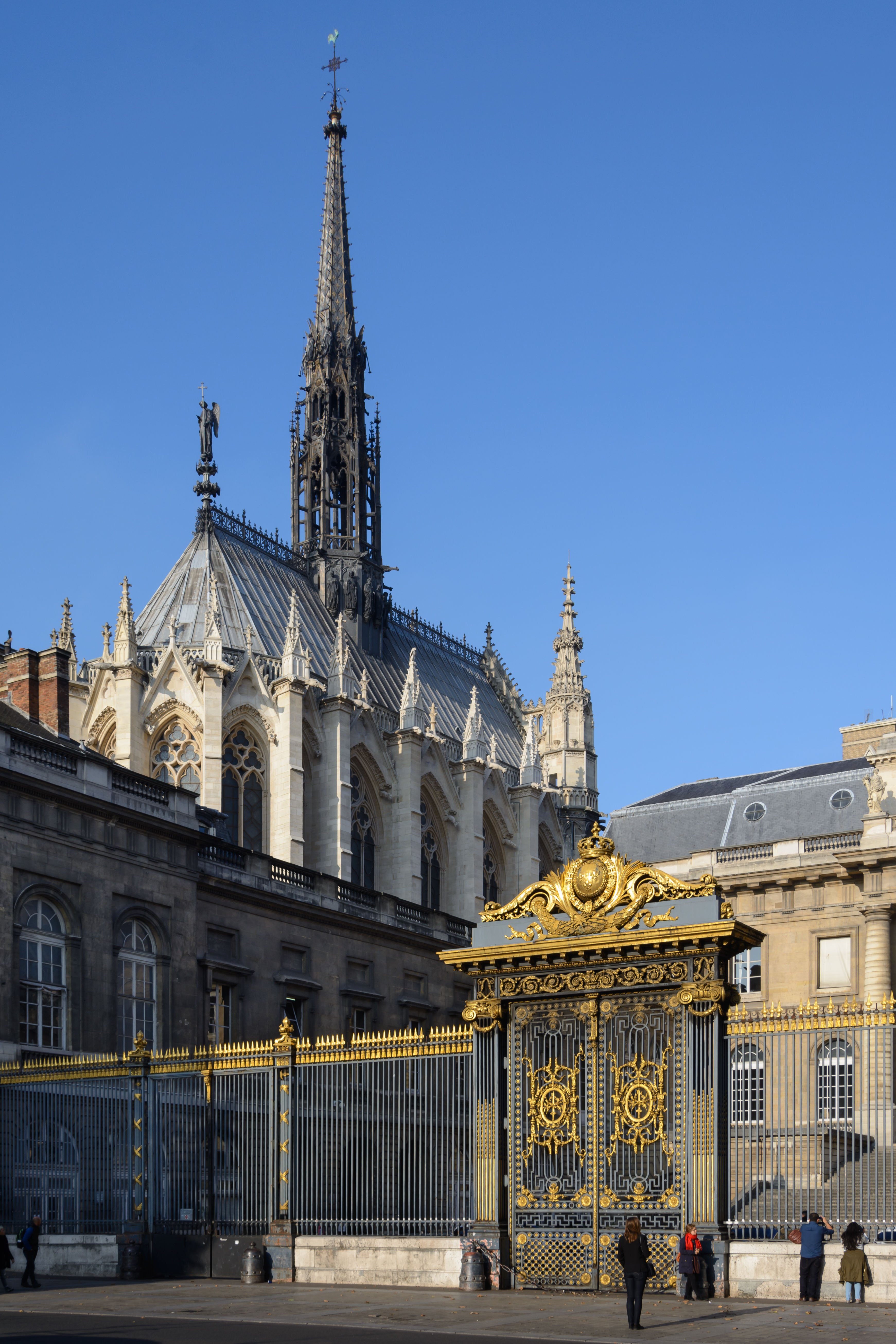
Sainte Chapelle (Paříž, 1248)

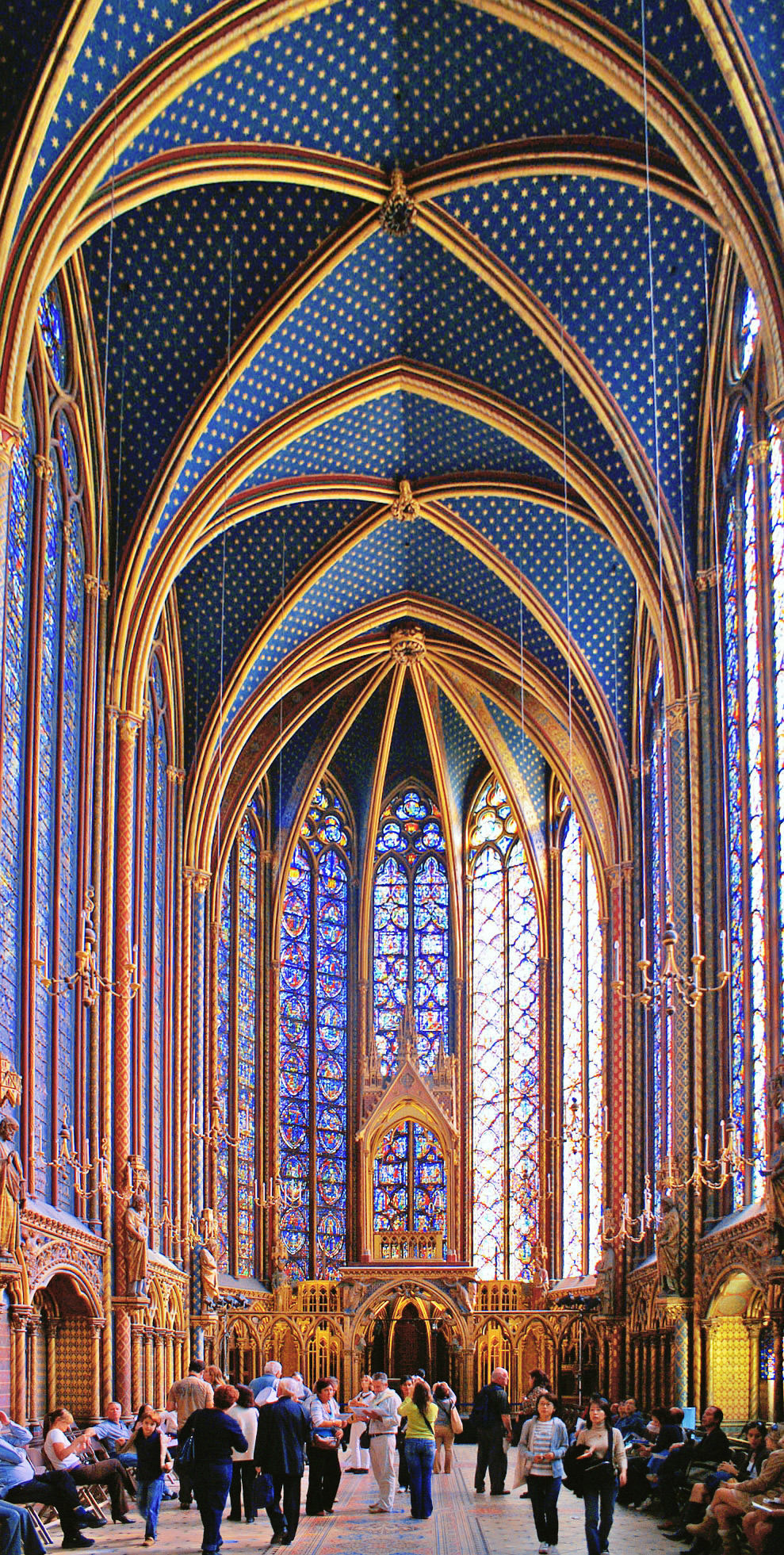
Sainte Chapelle, horní patro

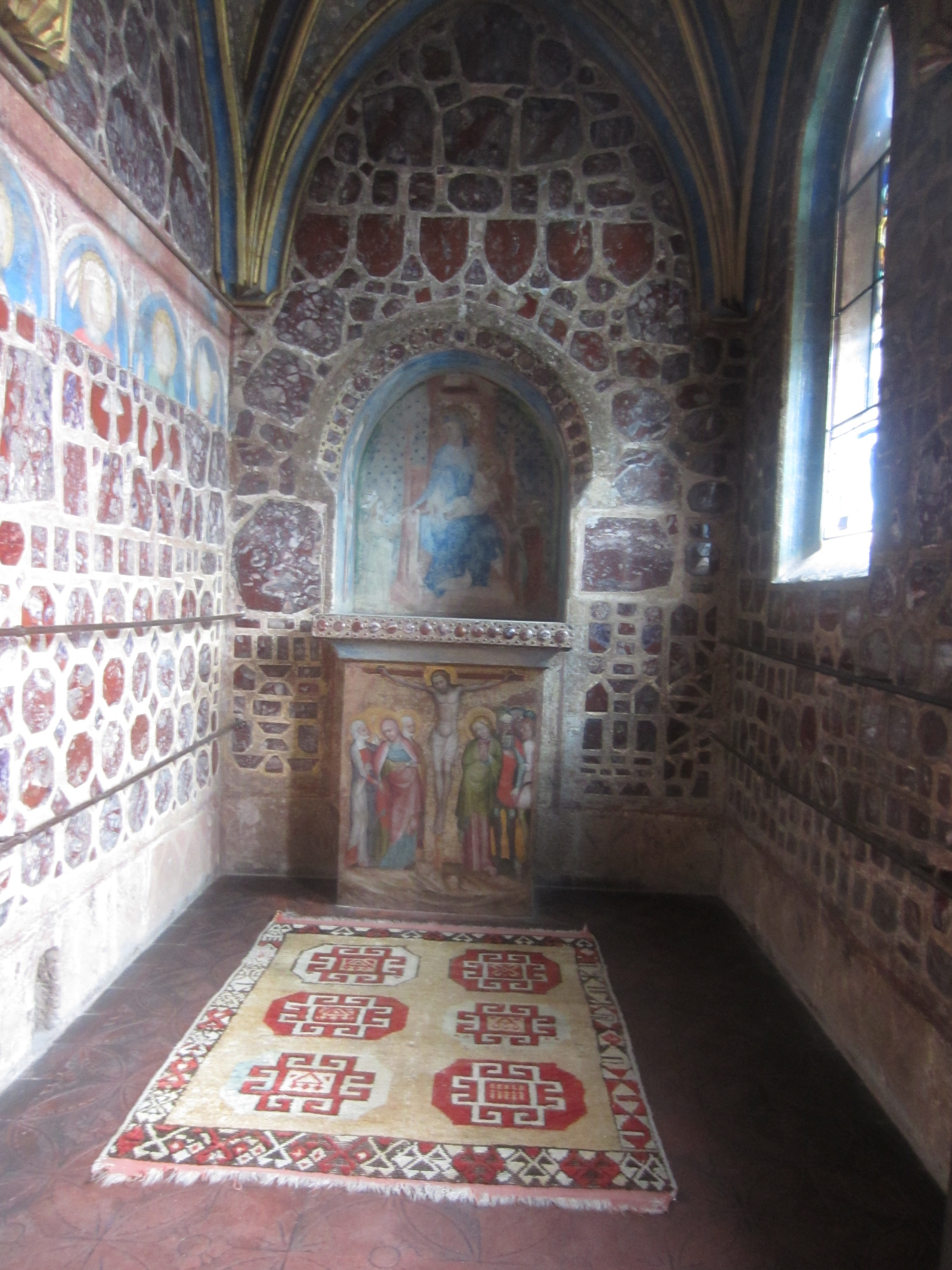
Kaple sv. Kateřiny, Karlštejn

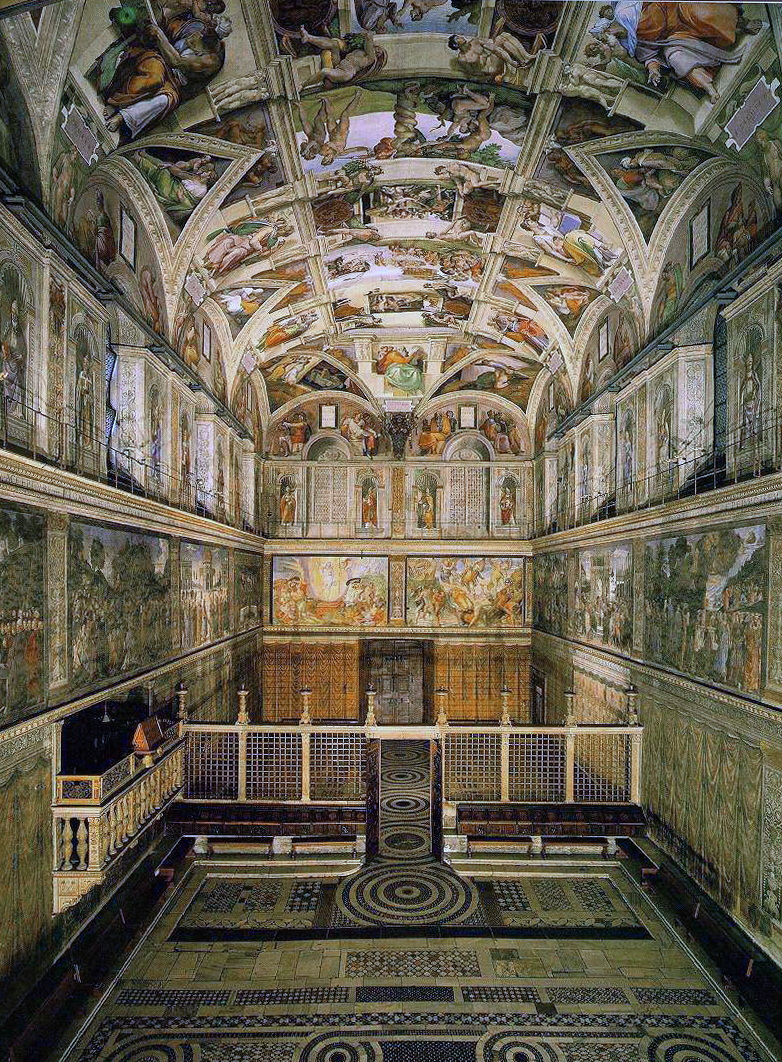
Sixtinská kaple, Vatikán

Kaple, zdrobněle kaplička, je malá křesťanská modlitebna. Může to být jak samostatně stojící budova či stavba, tak oddělená část (místnost, část místnosti či prostoru) v sakrální nebo světské stavbě (například kostele, hradě, paláci, domě, nemocnici, škole). Kaple, která je samostatnou stavbou, je často vzhledem a funkcí podobná kostelu. Kaple tak označuje velmi odlišné modlitební stavby, prostory a budovy, od otevřených výklenkových kaplí až po velkolepé palácové kaple, a s velmi rozmanitým určením (soukromá kaple, křestní kaple, pohřební kaple, votivní kaple apod.).
Rozlišení mezi kostelem a kaplí není zcela jednoznačné, mnohé stavby jsou souběžně nebo střídavě označovány oběma názvy. Mezi rozlišovací kritéria patří velikost, vlastník a veřejná přístupnost (soukromé, hradní, nemocniční, školní či obecní modlitebny mohou být spíše nazývány kaplemi), funkce (pravidelnost bohoslužeb, přechovávání eucharistie) a často je označení dáno i historicky. Od malých síňových kaplí stavební typy plynule přecházejí k výklenkovým kaplím. Podobu výklenkových kaplí často mají i zastavení venkovních křížových cest. U některých malých kaplí může dominovat funkce zvonice, některé zvonice mohou stavebně kaple jen připomínat.

## Název
Slovo „kaple“ pochází z latinského ‘‘cappa, capella‘‘ (plášť, baldachýn, stříška) a v různých odvozeninách se rozšířilo do všech evropských jazyků. S významem sakrálního prostoru či modlitebny se poprvé vyskytuje v 7. století a vzniklo patrně, když se v pařížské královské modlitebně uchovával jako říšský klenot merovejské říše (domnělý) legendární plášť římského důstojníka a později biskupa a křesťanského misionáře, svatého Martina z Tours (†397), pozdějšího patrona Francie.
Capella se postupně stala označením této modlitebny a dalších palácových kaplí evropských panovníků a odtud i pro další a další druhy kaplí. Kněz, který obstarával bohoslužby v kapli, se nazýval kaplan. Ve vrcholném středověku znamenala capella i hudební a pěvecký soubor kostela, odtud pochází i české „kapela“.

## Kaple a kostel
Samostatně stojící kaple se svým vzhledem a funkcí obvykle podobá kostelu, prostorové kritérium k rozlišení kostela od kaple však není jednoznačné a existují i relativně velké kaple a naopak malé kostely. Rozdíl může spočívat i v tom, že kostely patří církvi, konají se v nich pravidelné bohoslužby a jsou veřejně přístupné.
V některých případech vyplývá status kaple i z toho, že kapli nevlastní či historicky ji nespravovala církev, ale byla součástí světských staveb, například hradu, zámku a podobně, a tedy v majetku různých osob. První zmínka o soukromé palácové kapli se týká Konstantinova paláce v Konstantinopoli. Církevní sněmy v raném středověku možnosti soukromých kaplí omezovaly i zakazovaly, patrně bez velkého účinku. V Anglii se jako chapel označovaly modlitebny nonkonformních náboženských společenství, kdežto výraz church znamená současně i církev, rozumí se většinovou. V římskokatolické církvi se kostel od kaple může odlišovat také tím, že se v něm trvale uchovává eucharistie.

## Druhy kaplí

Schéma kaplí v Katedrále svatého Víta: 1-8 Jižní kaple; 5 Svatováclavská kaple; 9-13 Věnec v ochozu; 13-23 Severní kaple

Kaple souvisely s lidovou zbožností často víc než kostely, vznikaly často spontánně, ve volné krajině a z darů věřících, a proto je jich zejména v katolických krajích tak mnoho typů a druhů. Lze je třídit podle velikosti, podle stáří a stavebního slohu, podle funkce atd., jedním ze základních je roztřídění podle typu:
- Výklenková kaple (také otevřená, poklona) je drobná otevřená stavba, nanejvýš oddělená mříží, v níž je umístěna socha nebo obraz, případně stolek s květinami. Věřící do ní nevstupují a modlí se nebo zpívají venku. Výklenkové kaple či poklony byly zvlášť oblíbené v barokní době a v katolických krajích se stavěly ještě počátkem 20. století. Výklenkové kaple v otevřené krajině lemovaly poutní cesty a tvořily zastavení tzv. křížové cesty. V některých zemích se výklenkové kaple označují jinak a mezi kaple se nepočítají.
- Boční kaple velkých kostelů a bazilik jsou menší kryté prostory, otevřené do kostelní lodi, často s oltářem a od hlavního prostoru oddělené mřížkou. V katolické liturgii slouží jako eucharistické pro soukromou pobožnost, jako křestní, zpovědní, pohřební nebo votivní, v historii bývaly také místem bohoslužeb různých cechovních a modlitebních bratrstev. Ve středověku se řadily do věnce kolem závěru za hlavním oltářem, v příčné lodi a pak i podél bočních lodí, jako je to například v pařížské nebo pražské katedrále. V renesanci a v baroku úplně nahradily boční lodi, což výrazně sjednotilo vnitřní prostor kostela.
- Kryté a více méně samostatné síňové kaple (také interiérové nebo prostorové), do nichž se vstupuje, byly pravidelně součástí klášterů, hradů, paláců i nemocnic, kde sloužily řeholníkům i řeholnicím, zaměstnancům i pacientům. V Rakousko-Uhersku až do jeho rozpadu 1918 byly samozřejmou součástí veřejných škol, kde dnes slouží jako slavnostní auly pro různá celoškolní shromáždění. Zasedací síň české vlády v prvním patře Strakovy akademie byla původně kaplí pro ubytované studenty, v Zrcadlové kapli Klementina se pořádají koncerty a výstavy. Zvláštní kapitolu tvoří kaple židovské, islámské, buddhistické atd., podobně jako mezikonfesijní či ekumenické modlitební kaple na letištích, v nemocnicích nebo u dálnic.
- Samostatně stojící kaple (například hřbitovní) jako vedlejší bohoslužebné prostory často s nepravidelnými bohoslužbami se používají také jako koncertní a výstavní místnosti, což i katolické církevní právo připouští. Na velkých poutních místech bývá řada samostatných kaplí spojených ambity (například Svatá Hora u Příbrami, Bílá Hora, Křtiny u Brna), které umožňovaly, aby jednotlivé (zpravidla farní) skupiny poutníků mohly mít samostatné bohoslužby. Podle katolického církevního práva lze mši sloužit pouze v kapli řádně vysvěcené.[4]

Některé drobné sakrální stavby jsou na pomezí mezi výklenkovou a síňovou kaplí. Prostor výklenku může být oddělen vrátky, dvířky či otevíratelnou mříží, nicméně se do něho vstupuje jen pro údržbu nebo výzdobu. V době osvícenství nařídil Ohňový patent, aby v každém venkovském sídle typu vesnice byla z protipožárních důvodů zvonice. V Čechách tak vzniklo mnoho drobných staveb se sdruženou funkcí kaple, zvonice, případně i hasičské zbrojnice.
Bohatství spirituálních podnětů je patrné i v návrzích a realizacích kaplí od současných architektů (např. polní kaple Bratra Klause u městečka Mechernich-Wachendorf od švýcarského architekta Petera Zumthora).

## Významné kaple

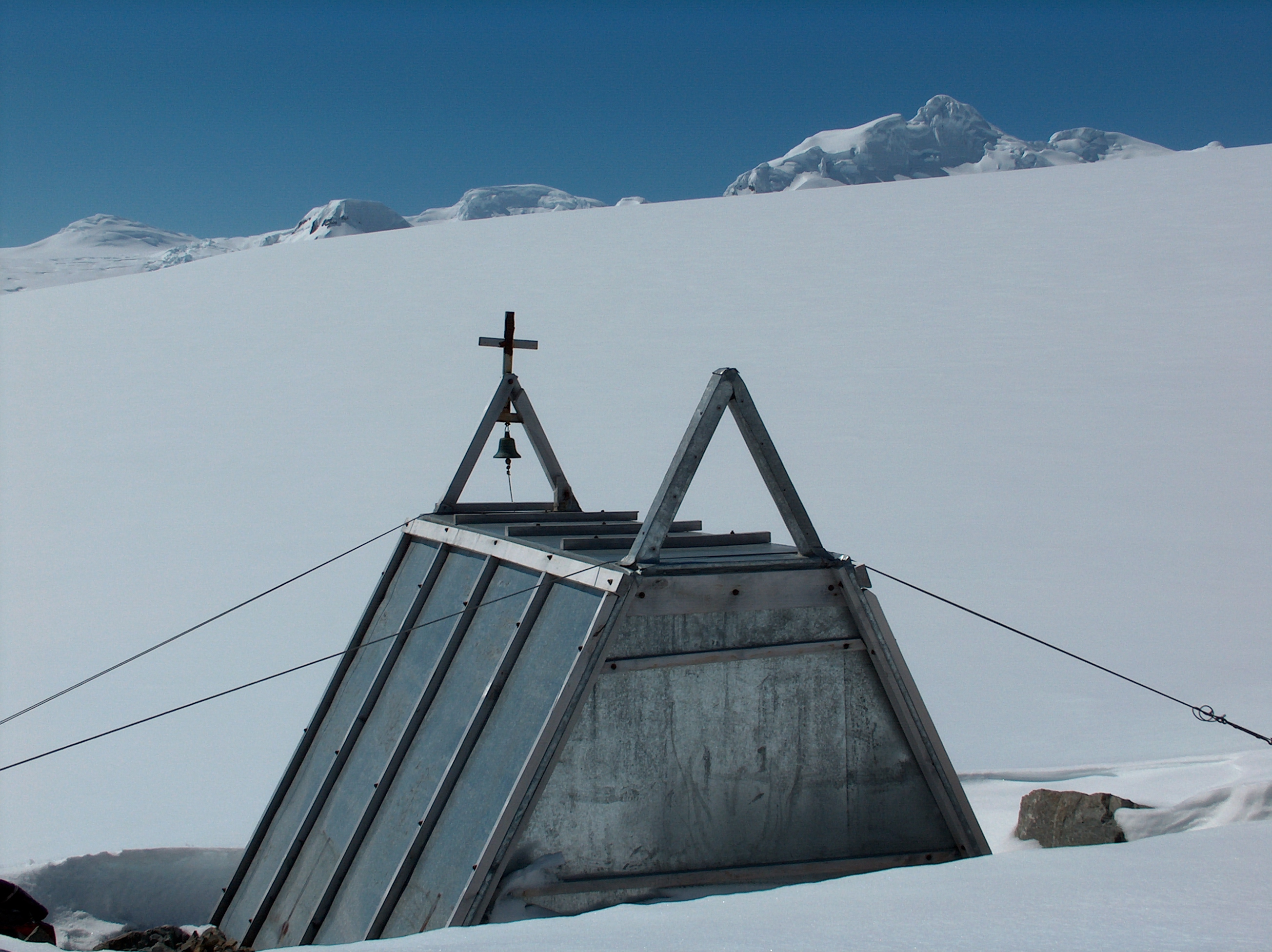
Staré prostory kaple sv. Ivana Rilského v Antarktidě

| Kaple                        | Rok                   | Umístění |
| ---------------------------- | --------------------- | --- |
| Metodistická kaple Bethesda  | 1887                  | Hanley, Staffordshire, Anglie |
| Boardwalk Chapel             | 1945                  | The Wildwoods, New Jersey, Spojené státy americké                                                                                             |
| Brancacciho kaple            | 1386                  | Kostel Santa Maria del Carmine, Florencie, Itálie                                                                                             |
| Katedrála Christ Church      | 1160–1200             | Je to také kaple Christ Church, kaple Oxfordské univerzity. Tato dvojí role jako katedrály a kolejní kaple je v anglikánské církvi jedinečná. |
| Kaple Chigi                  | 1507–1661             | Kostel Santa Maria del Popolo, Řím, Itálie |
| Kaple Contarelli             | 1585                  | Kostel San Luigi dei Francesi, Řím, Itálie |
| Dukeova kaple                | 1932                  | Dukeova univerzita, Durham, Severní Karolína, Spojené státy americké                                                                          |
| Kaple Eton College           | 1440 – asi 1460       | Eton College, Eton, Berkshire, Anglie |
| Chapelle expiatoire          | 1824                  | Paříž, Francie |
| Kaple Gallus                 | 1330–1340             | Greifensee, Curych, Švýcarsko |
| Heinzova pamětní kaple       | 1938                  | University of Pittsburgh, Pittsburgh, Pensylvánie, Spojené státy americké                                                                     |
| Kaple Jindřicha VII.         | 1503                  | Westminsterské opatství, Londýn, Anglie |
| Kaple Svatého Plátna         | 1694                  | Turín, Itálie |
| King's College Chapel        | 1446                  | King's College na Univerzitě v Cambridgi, Cambridge, Anglie                                                                                   |
| King's College Chapel        | 1831                  | King's College, Londýn, Anglie |
| Kaple Lancing College        | 1868                  | Lancing College, Lancing, Západní Sussex, Anglie                                                                                              |
| Llandaffova oratoř           | 1925                  | Van Reenen, Jihoafrická republika |
| Kaple tří králů              | 1459–1461             | Palazzo Medici Riccardi, Florencie, Itálie |
| Medicejské kaple             | 1519–1524; 1602       | Kostel San Lorenzo, Florencie, Itálie |
| Kaple Niccolina              | 1447–1449             | Apoštolský palác, Vatikán |
| Notre Dame du Haut           | 1955                  | Ronchamp, Francie |
| Palatinská kaple             | 786                   | Cášská katedrála, Cáchy, Německo |
| Palatinská kaple             | 1132                  | Palazzo dei Normanni, Palermo, Sicílie, Itálie                                                                                                |
| Pavlínská kaple              | 1540                  | Apoštolský palác, Vatikán |
| Kaple Pazziů                 | asi 1442 – 1443       | Kostel Santa Croce, Florencie, Itálie |
| Pettitova pamětní kaple      | 1907                  | Belvidere, Illinois, Spojené státy americké                                                                                                   |
| Královnina kaple             | 1623                  | St James's Palace, Londýn, Anglie |
| Chapelle Rouge               | 15. století př. n. l. | Karnak, Egypt |
| Chapelle du Rosaire de Vence | 1951                  | Vence, Francie |
| Růžencová kaple              | 1531–1690             | Puebla, Puebla, Mexiko |
| Rosslynská kaple             | 1440                  | Roslin, Střední Lothian, Skotsko |
| Rothkova kaple               | 1964                  | Houston, Texas, Spojené státy americké |
| Královská kaple v Granadě    | 1517                  | Granada, Španělsko |
| Královská kaple              | navržená 1748         | Královský palác v Madridu, Španělsko |
| Královská kaple              | 1754                  | Stockholmský palác, Švédsko |
| Chapelle royale de Dreux     | 1816                  | Dreux, Eure-et-Loir, Francie |
| Kaple svatého Aloise         | 1884                  | Mangalúr, Indie |
| Kaple svatého Jiří           | 1348                  | Hrad Windsor, Anglie |
| Kaple svaté Heleny           | 12. století           | Chrám Božího hrobu, Jeruzalém |
| Kaple sv. Ivana Rilského     | 2003                  | Livingstonův ostrov, Antarktida |
| Kaple sv. Johanky z Arku     | 15. století           | Přemístěna na Marquetteovu univerzitu, Milwaukee, Spojené státy americké                                                                      |
| Kaple svatého Pavla          | 1766                  | New York, Spojené státy americké |
| Kaple svatého Petra na zdi   | 654                   | Bradwell-on-Sea, Essex, Anglie |
| Kaple svatého Salvátora      | 1450                  | Univerzita v St Andrews, St Andrews, Skotsko                                                                                                  |
| Sainte-Chapelle              | 1246                  | Île de la Cité, Paříž, Francie |
| Kaple Sanseverů              | 1590                  | Neapol, Itálie |
| Sassettiho kaple             | 1470                  | Kostel Santa Trinita, Florencie, Itálie |
| Kaple Scrovegniů             | asi 1303 – 1305       | Padova, Itálie |
| Zikmundova kaple             | 1519                  | Katedrála na Wawelu, Krakov, Polsko |
| Sixtinská kaple              | 1473                  | Apoštolský palác, Vatikán |
| Kostnice                     | 1776                  | Kudowa, Slezsko, Polsko |
| Papučí kaple                 | 1340                  | Norfolk, Anglie |
| Kaple Sněžek                 | 1989                  | McMurdova stanice, Rossův ostrov, Antarktida                                                                                                  |
| Kaple Tabernacle             | 1874–1877             | Morriston, Swansea, Wales |
| Chapelle de la Trinité       | 1622                  | Lyon, Francie |
| Univerzitní kaple            | 1867                  | Washington and Lee University, Lexington, Virginie, USA                                                                                       |
| Kaple ve Versailles          | 17.–18. století       | Palác ve Versailles, Francie |

## Galerie

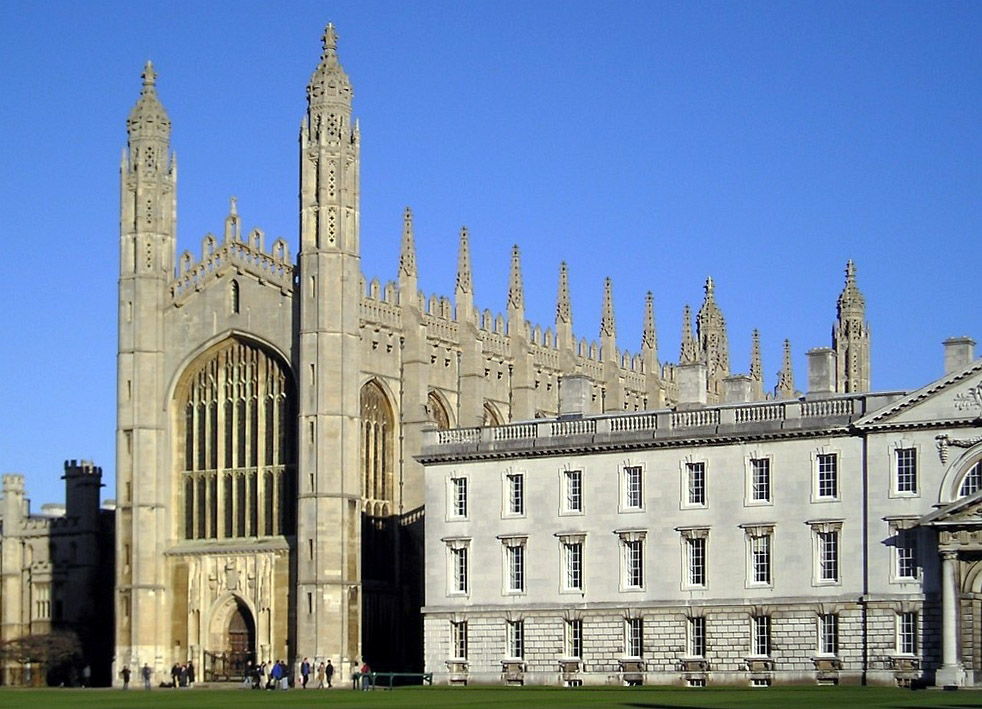
King's College Chapel, Cambridge (1448)
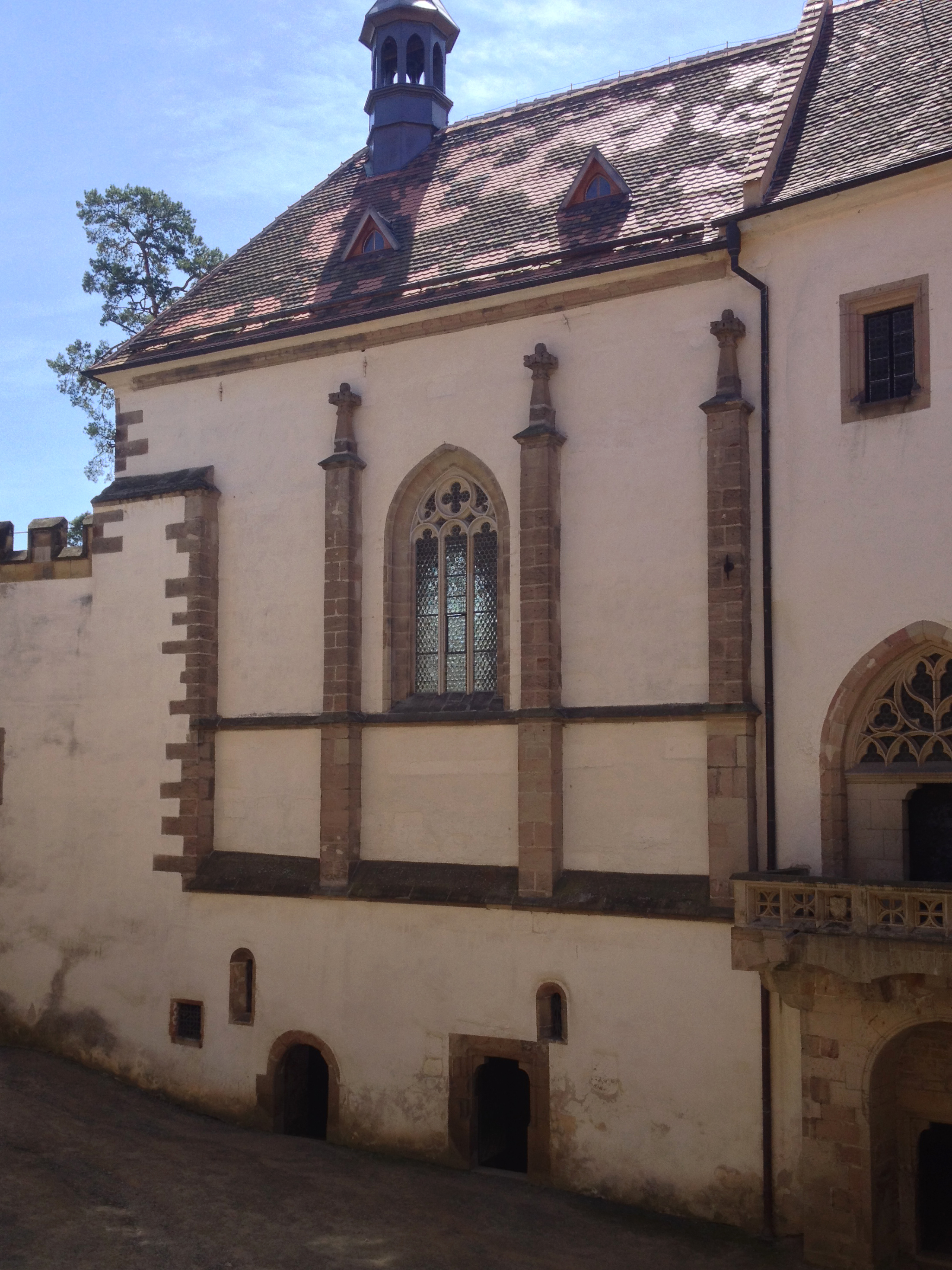
Hradní kaple P. Marie, Křivoklát (15. stol.)
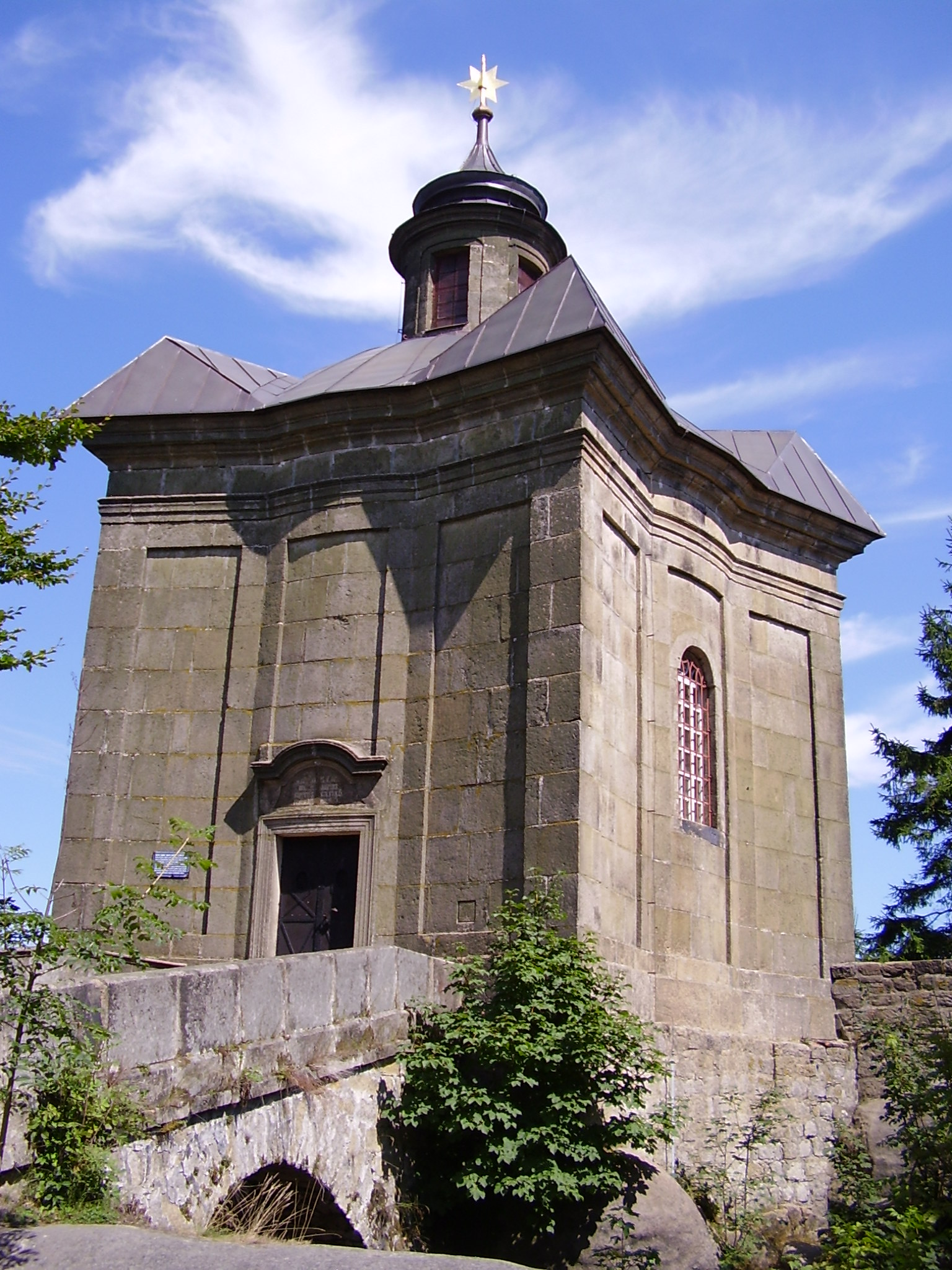
Hvězda u Police nad Metují
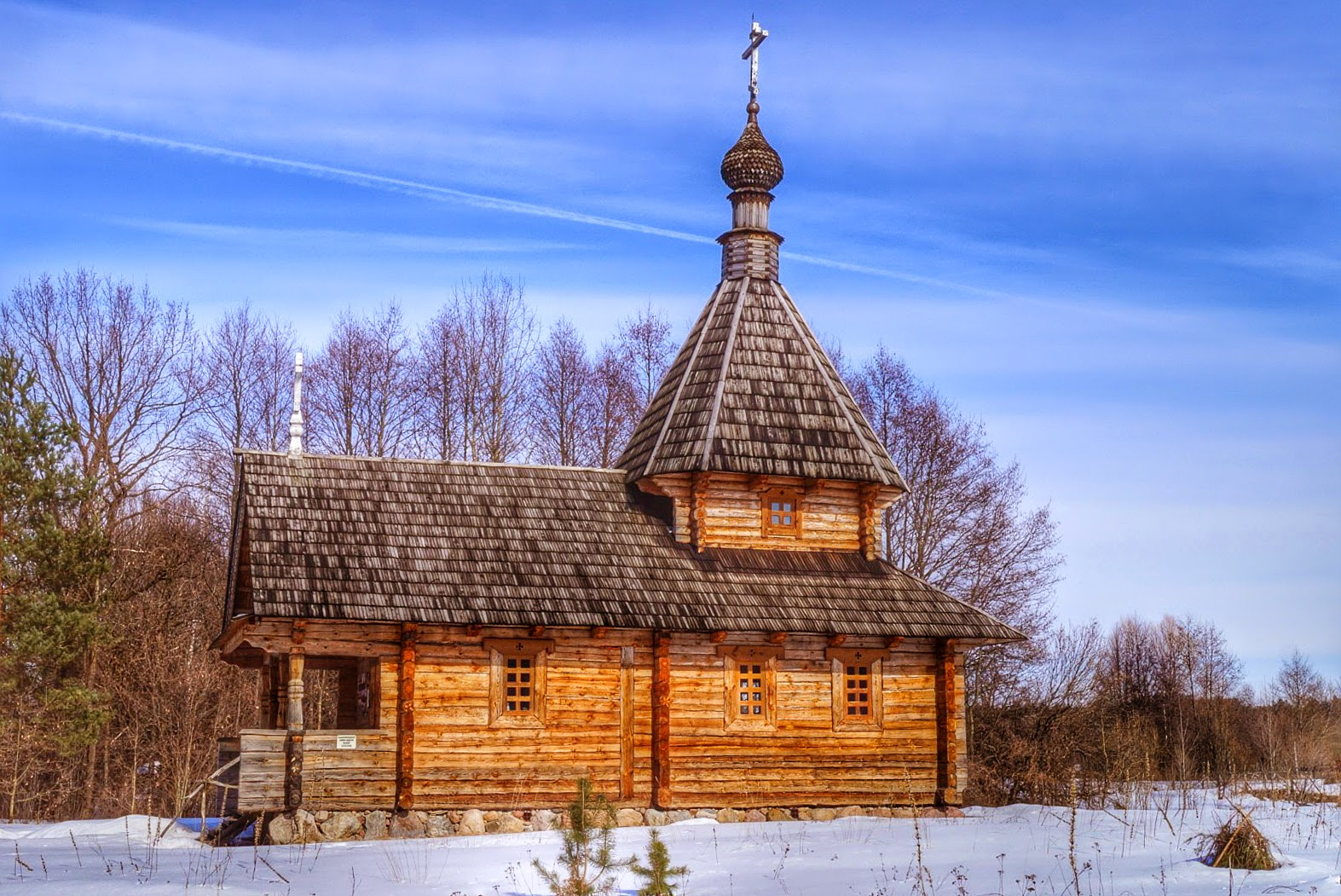
Kaple sv. Borise a Gleba, Zabroddzi, Bělorusko
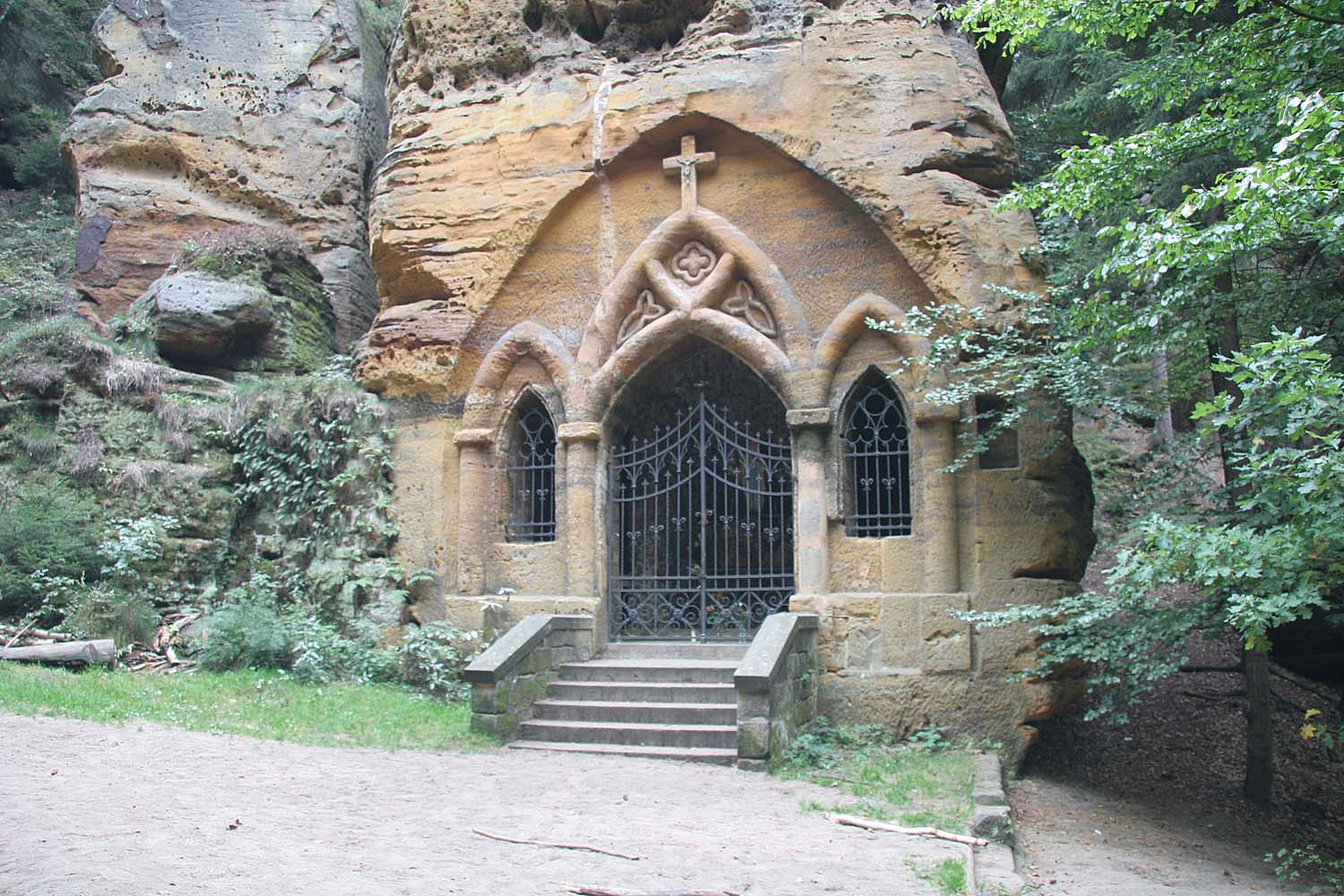
Poutní kaple Panny Marie Lurdské v Modlivém dole; Svojkov (Sloup v Čechách)
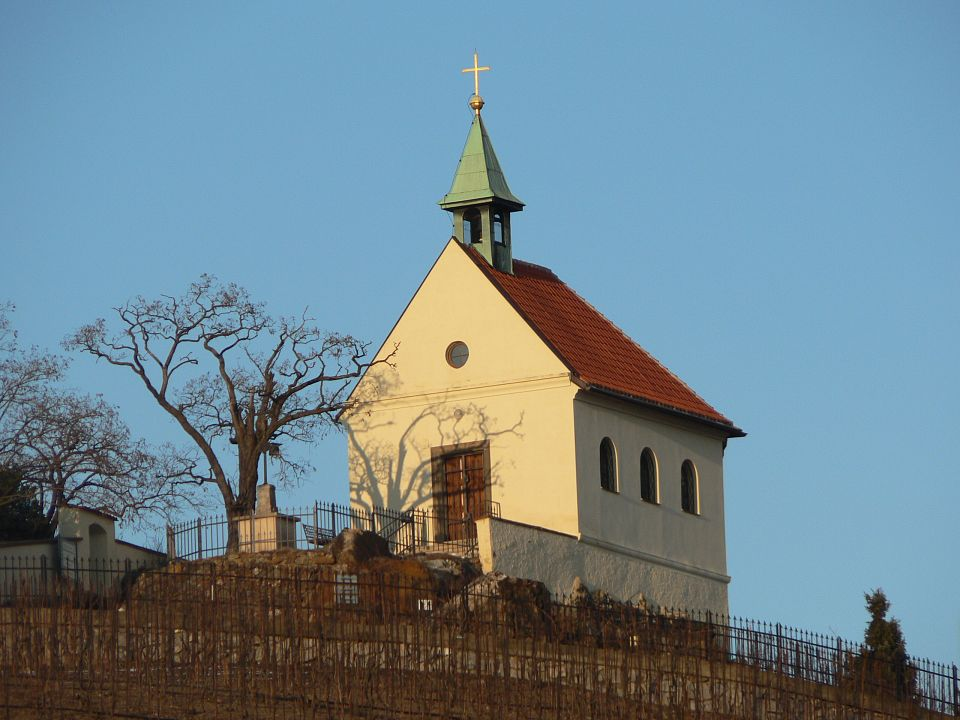
Kaple Svaté Kláry v Troji; Praha
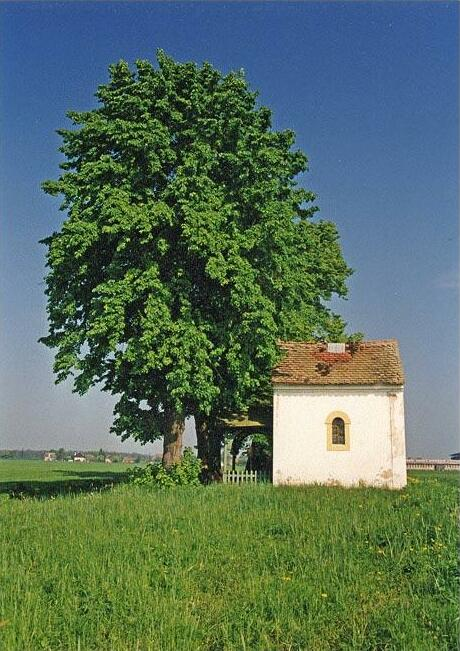
Kaplička pod památnými lipami; u vesnice Mžany
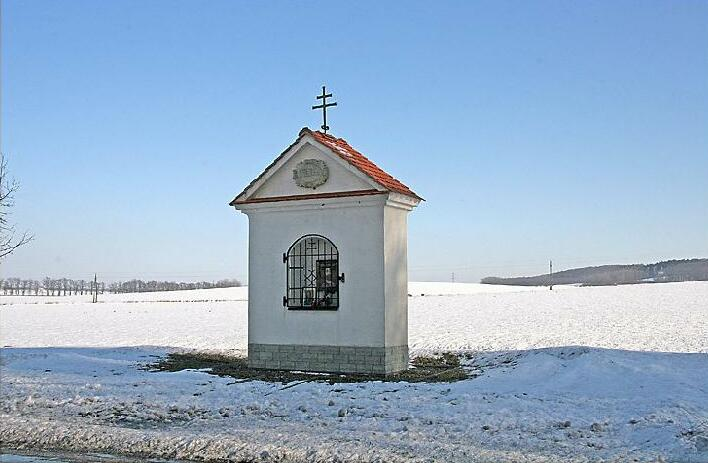
Výklenková kaple sv. Salvátora; u silnice Nový Bydžov - Humburky
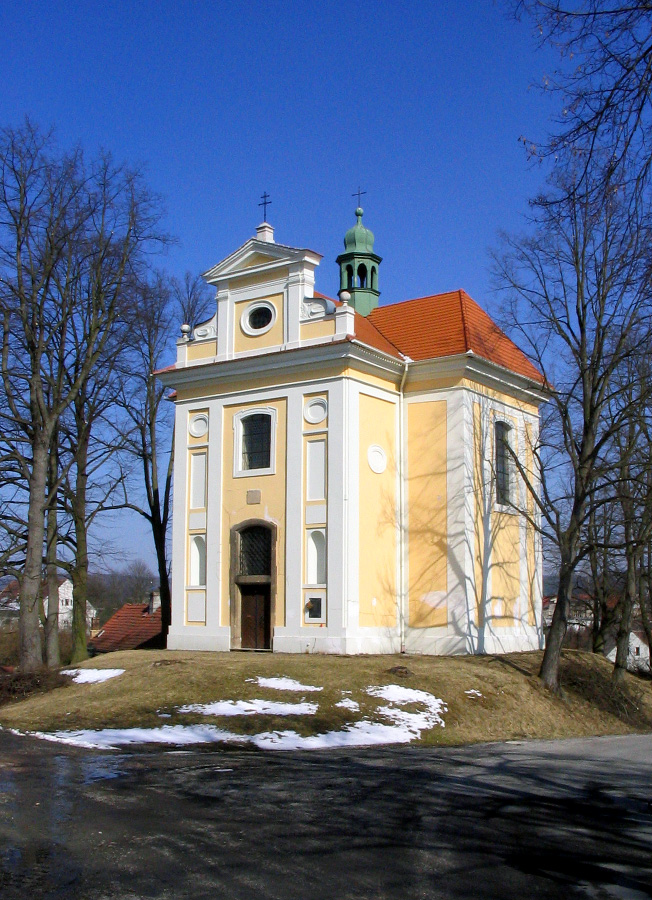
Kaple svaté Kateřiny v Nynicích
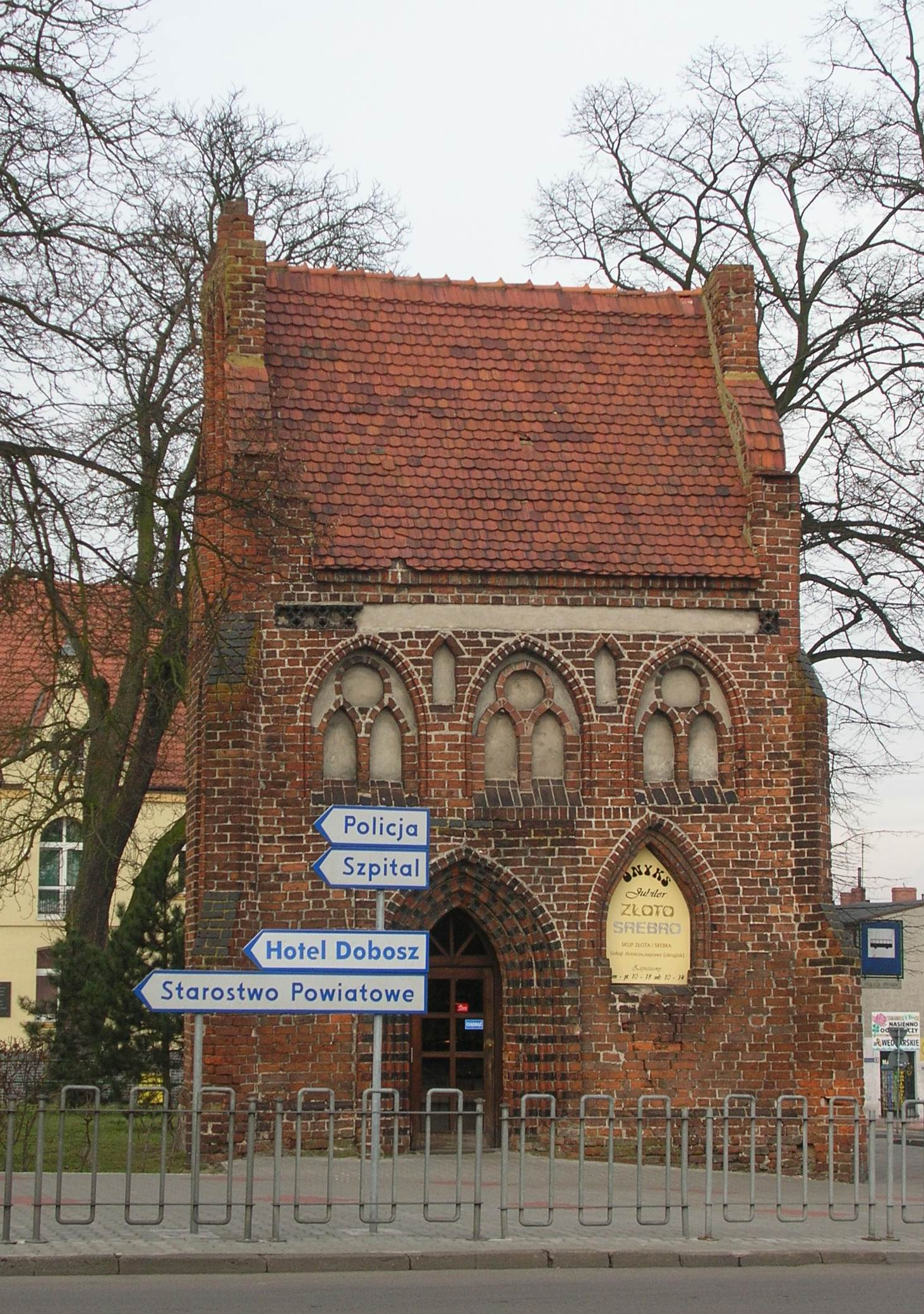
Gotická kaple z 15. století, Police (Polsko)
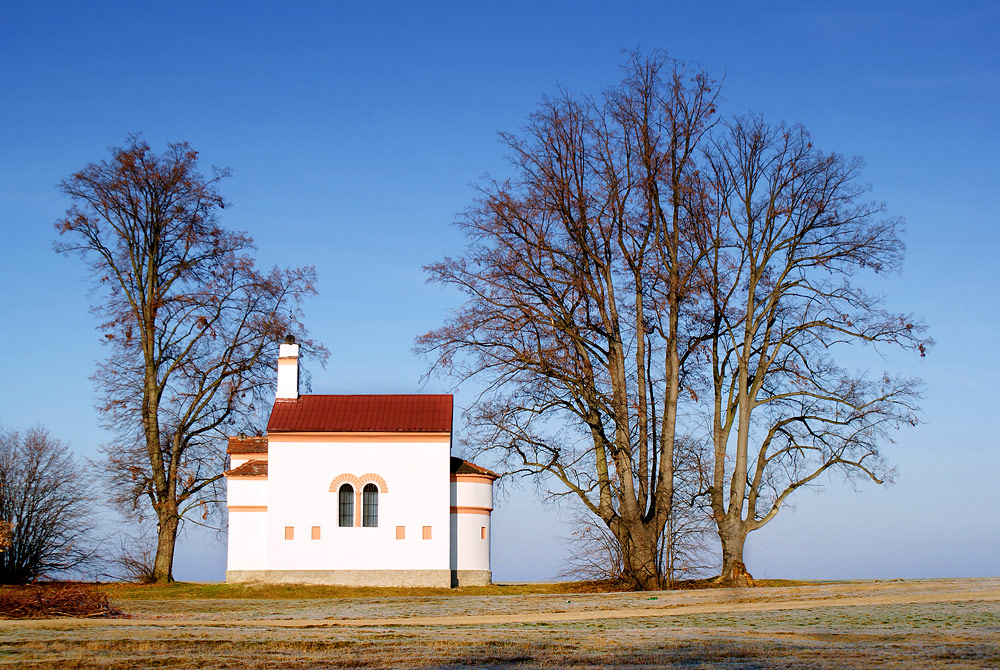
Kaple Jména Panny Marie na okraji Zdiměřic, u Průhonické obory
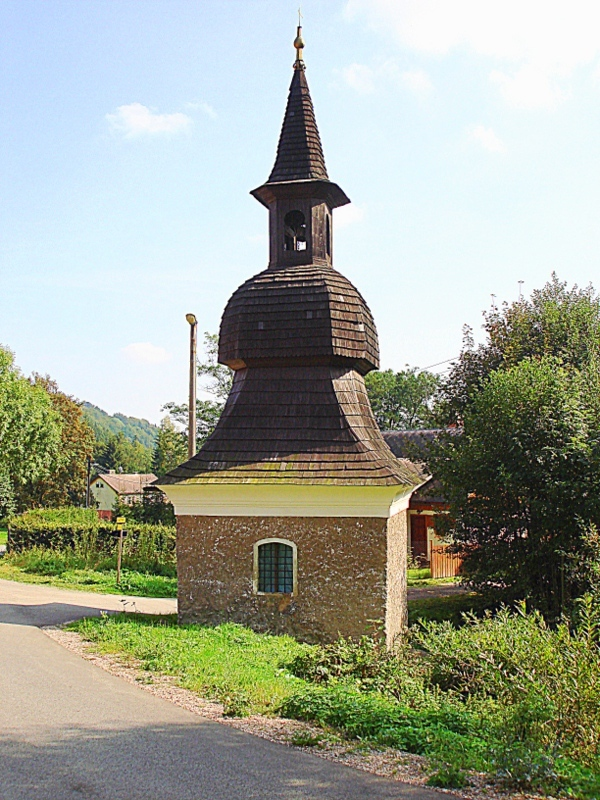
Kaple sv. Anny; Žacléř-Prkenný Důl
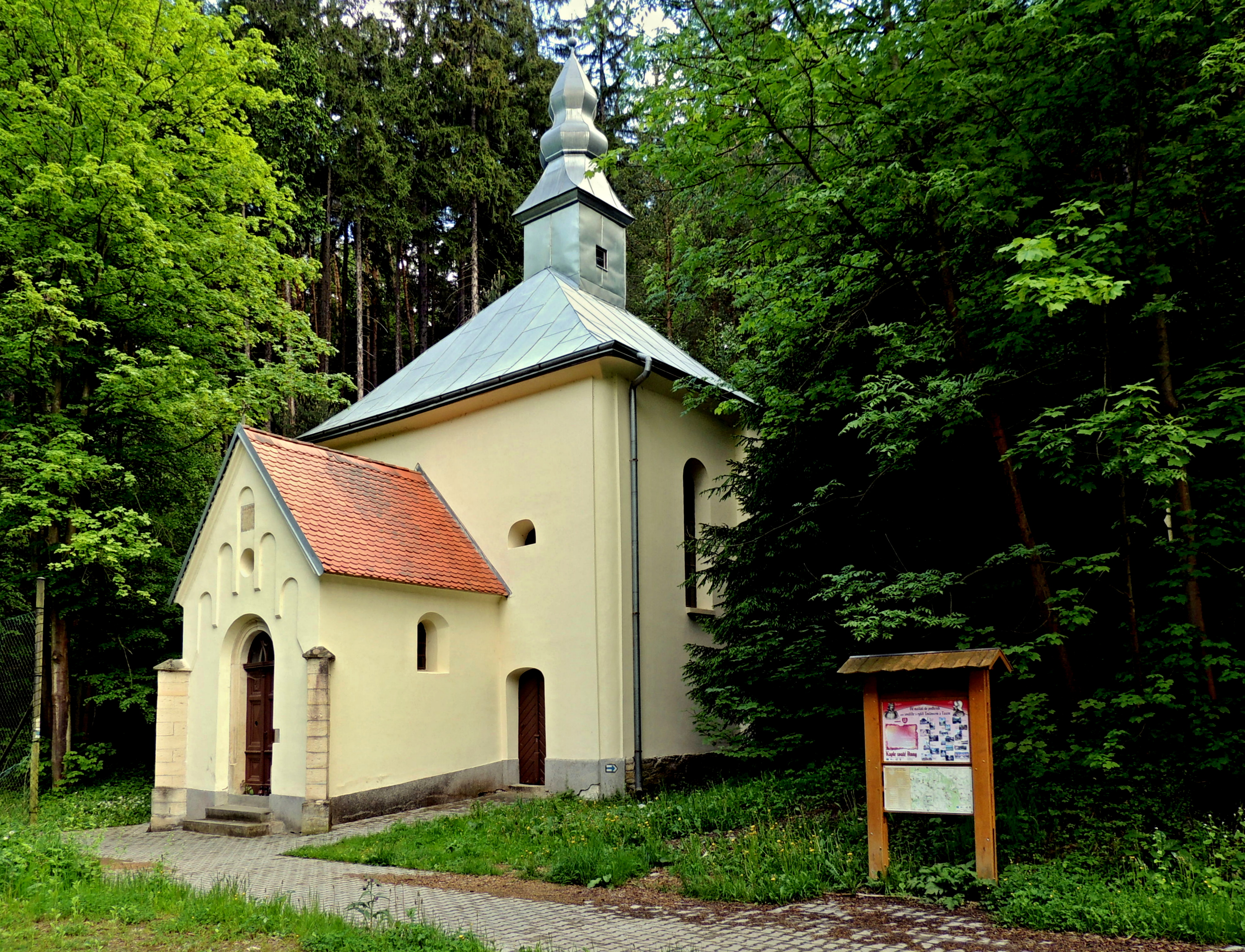
Kaple sv. Anny postavená nad pramenem vody v roce 1831 z milodarů po epidemii cholery; Anenské údolí u Skutče